# Музей-садиба Михайла Грушевського
Музей-садиба Михайла Грушевського — меморіальний музей видатного українського історика та політичного діяча Михайла Грушевського, розташований на місці літнього відпочинку з 1902 року до початку I світової війни. Розташований у селі Криворівня, Верховинський район, Івано-Франківської області, України. Заснований 29 вересня 2003 року.

## Історія

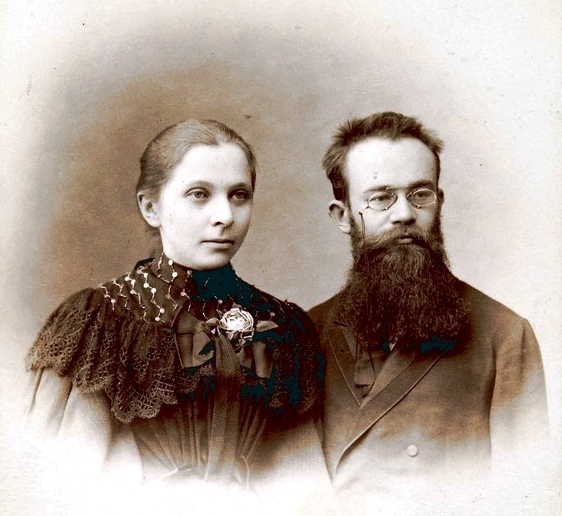
Подружжя Грушевських

Михайло Грушевський з 1902 року до початку I світової війни щороку влітку відпочивав у даному селі. Де зупинявся відпочивати у жителя Пилипа Зеленчука. Ділянка де розташований музей-садиба Михайлом Грушевським у 1906 року придбано будинок та ділянку землі. Раніше дана вілла і земля належали полякові Владиславові Пшибиловському — дядькові відомого польського письменника Станіслава Вінценза. Від того часу це присілок, який отримав назву Грушівка. Сам будинок спалено у 1917 році російськими військами, які відступали із Карпат. Дане місце відомо зустрічами представників української інтелігенції: Іван Франко, Леся Українка, Михайла Коцюбинського, Гнат Хоткевич, Костянтина Станіславського, Володимира Немировича-Данченко, Станіслава Вінценза та інших.
У 2000 році, коли в Криворівні проходило літературно-мистецьке свято «Криворівні — 2000», організоване українським поетом і громадським діячем Іваном Драчем. На даному святкуванні прийнято рішення про будівництво Музею-садиби Михайла Грушевського. Спорудження будинку Музею-садиби Михайла Грушевського проходило під особистим керівництвом голови Івано-Франківської ОДА Михайла Вишиванюка і колишнього голови Верховинської РДА Петра Понеполяка.
Музей відкритий недалеко від існування будинку у 2003 році. У 2005 році у музеї проведено конференцію «Михайло Грушевський і Гуцульщина»; проходили виставки живописних робіт українського художника Ігоря Гапона зі Львова та виставка документальних і художніх фоторобіт українського кінорежисера Петра Олара із Києва.
Влітку 2008 року даний музей відвідав Президент України Віктор Ющенко.

## Експонати
Експозицію Музею-садиби Михайла Грушевського підготували наукові працівники Івано-Франківського обласного краєзнавчого музею: Михайло Паньків, Петро Арсенич, Ярослав Штиркало та Ігор Деркач.
В експозиції музею висвітлено життєвий і творчий шлях Михайла Грушевського, котрі представлені у його великій залі. Музей-садиба представляє біографічні документи, старовинні гуцульські речі, предмети побуту, знаряддя праці подаровані Михайлові Грушевському від місцевих мешканців. Серед експонатів належності Михайлу Грушевському — крісло-качалка. Дану крісло-качалку, як сімейну реліквію, зберегла і заповіла майбутньому музеєві 99-річна Євдокія Павлюк із Криворівні — остання відома криворівнянська сучасниця Михайла Грушевського.

## Співпраця
Музей-садиба співпрацює із Історико-меморіальним музеєм Михайла Грушевського та Державним меморіальним музеєм Михайла Грушевського, Літературно-меморіальним музеєм Івана Франка, Криворівнянською СЗШ імені Михайла Грушевського, Філією «Гуцульщина» Національного НДІ українознавства, Регіональним історико-краєзнавчим музеєм Гуцульщини. Проводяться також науково-пошукові дослідження криворівнянського періоду життя і діяльності Михайла Грушевського.
Допомогу в науковій роботі та створенню бібліотеки музею надають діячі науки і культури Ігор Гирич, Петро Кононенко, Галина Стефанова, Микола Дзурак та інші.

## Контакти
Адреса: с. Криворівня, Верховинський район, Івано-Франківська область, Україна 

Як добратись: до Верховини автобусом, маршруткою з Івано-Франківська, вийти в центрі, далі на таксі, маршрутним транспортом до села Криворівня. Музей-садиба розташований біля дороги.

Години роботи: з 10:00-18:00, обідня перерва 13:00-14:00, крім понеділка